# Kesilir
Kesilir is een bestuurslaag in het regentschap Jember van de provincie Oost-Java, Indonesië. Kesilir telt 16.394 inwoners (volkstelling 2010).